# Tenontosaurus
Tenontosaurus („šlachovitý ještěr“) byl rod středně velkého býložravého dinosaura (ornitopoda) z kladu Iguanodontia. Podle studie z roku 2020 byl tento ornitopod nejbazálnějším (vývojově nejprimitivnějším) známým zástupcem kladu Iguanodontia. Podle jiné analýzy se jedná o zástupce kladu Rhabdodontomorpha.

## Paleobiologie
Je to dobře známý rod, jehož zástupci dosahovali délky 6 až 8 metrů a hmotnosti mezi 600 a 1000 kg. Žil v době před 115 až 108 miliony let, jeho fosilie byly objeveny v Montaně, Utahu, Oklahomě a Wyomingu v USA (zejména souvrství Cloverly, souvrství Antlers, dále souvrství Cedar Mountain a další). První fosilie tenontosaura byly objeveny již v roce 1903, správně zařazeny však byly až v průběhu 60. let 20. století.
Podle vědecké studie, publikované v září roku 2020, činila hmotnost tohoto dinosaura asi 972 až 1019 kilogramů.

## Popis
Tenontosaurus představoval přechodnou formu mezi menšími jurskými (např. Dryosaurus) a většími křídovými ornitopody (např. Iguanodon). Vnějším vzhledem nejvíce připomínal rod Iguanodon bez bodákového drápu na palci. Zároveň měl delší ocas. Jeho lebka byla masivní, bez většího sklonu směrem k rypáku (tento znak je typický pro menší ornitopody). Šlo v podstatě o hojné zvíře, které existovalo 10 až 15 miliónů let. Je možné, že byl oblíbenou cílovou kořistí menšího dromeosaurida deinonycha, před kterým se mohlo bránit jedině údery silného ocasu, který měl tenontosaurus až překvapivě dlouhý. Někdy se jeho délka vysvětluje adaptací na plavání. Silné šlachy v oblasti pánve a táhnoucí se podél páteře nejsou u ornitopodů nic neobvyklého. Tenontosaurus je měl ovšem natolik vyvinuté, že byl podle nich pojmenován.

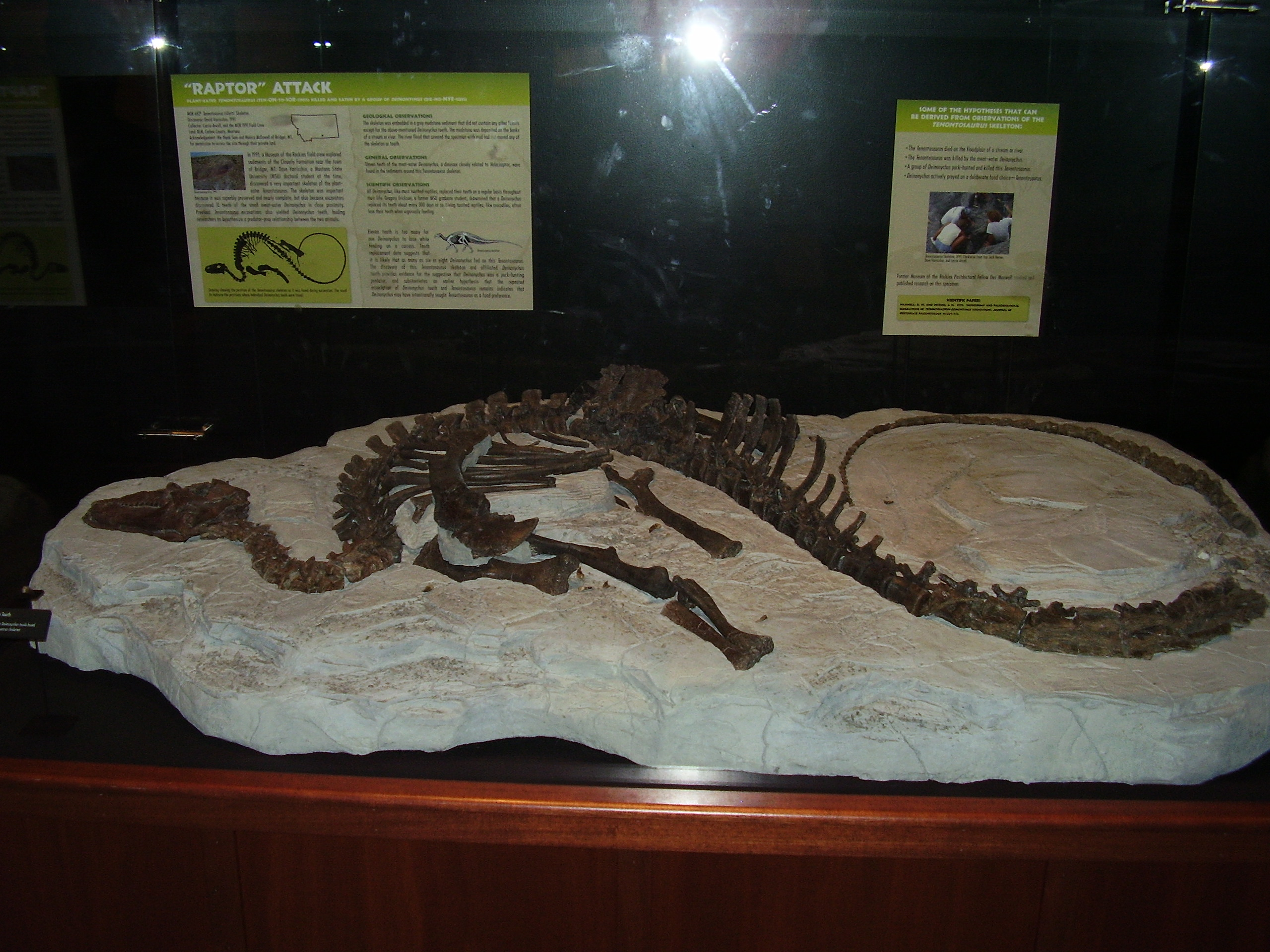
Kostra tenontosaura v expozici Museum of the Rockies (Bozeman, Montana).

## Kostní infekce
U jednoho subadultního fosilního exempláře tenontosaura ze souvrství Antlers na území Oklahomy, objeveného v roce 2001, byly identifikovány kosterní patologie, které svědčí o infekci. Článek prstu na levé noze a dvě žebra tohoto dinosaura byly nejspíše zasaženy osteomyelitidou.